# Корреа, Лучано
Лучано Рибейро Корреа (порт. Luciano Ribeiro Corrêa; род. 25 ноября 1982, Бразилиа) — бразильский дзюдоист, чемпион и призёр чемпионатов Бразилии, Панамериканских чемпионатов, Панамериканских игр и чемпионатов мира, участник двух Олимпиад.

## Биография
Выступал в полутяжёлой (до 100 кг) весовой категории. Чемпион (2003, 2004 и 2006 годы) и серебряный призёр (2017 год) Бразилии. Чемпион (2005 и 2009 годы), серебряный (2003 год) и бронзовый призёр (1997 и 2001 годы) Панамериканских чемпионатов. В 2007 году стал чемпионом Панамериканских игр.  Чемпион мира 2005 и 2007 годов.
На летней Олимпиаде 2008 года в Пекине бразилец в первой схватке проиграл голландцу Хенку Гролу. В утешительной серии Корреа победил израильтянина Ариэля Зеэви, но проиграл поляку Пржемиславу Матьяжеку и занял итоговое 9-е место.
На следующей Олимпиаде в Лондоне Корреа в первой схватке одолел Умара Коне из Мали, но затем, как и на предыдущей Олимпиаде, проиграл Хенку Гролу и снова стал 9-м в итоговом протоколе.